# Dans de societate

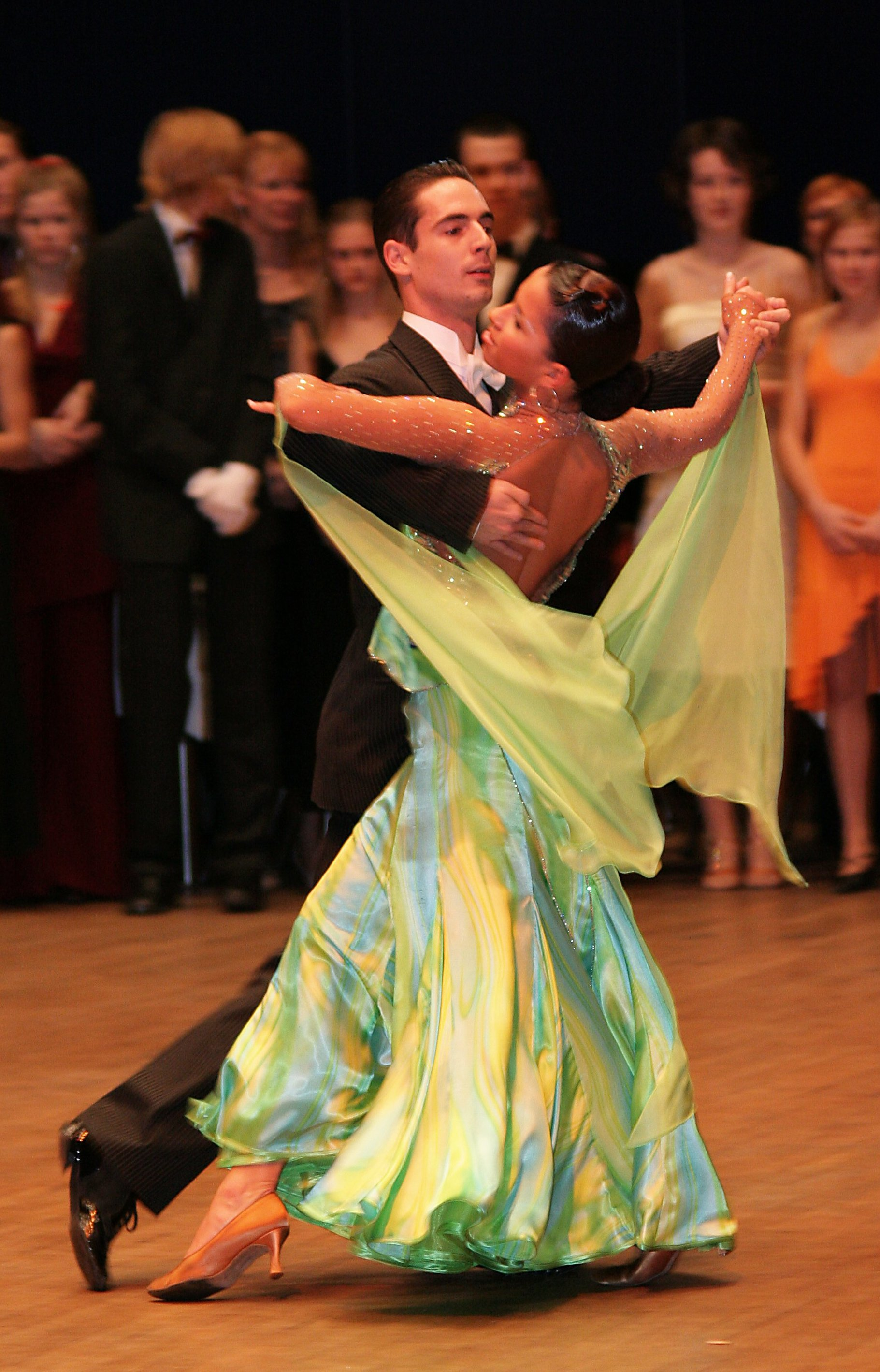
Competiție de dans: tango

Dansul de societate (ballroom dancing în engleză), asimilat în mod eronat dansului sportiv de către necunoscători, cuprinde două categorii de dansuri, diferite între ele ca structură și tempo: dansurile de salon și cele latino. 
Categoria dansurilor de salon cuprinde valsul lent, valsul vienez⁠(en)[traduceți], tangoul clasic, foxtrotul și, începând din anii `70, discofox-ul.
Dansurile de societate latino cuprind: samba, cha-cha, rumba⁠(es)[traduceți],  pasodoble și jive